# Raheel Raza
Raheel Raza (c. 1949-50) es una periodista paquistaní-canadiense, autora, oradora pública, asesora de medios, activista contra el racismo y líder de la discusión interreligiosa. Vive en Toronto, Ontario, Canadá.
Es la autora de Their Jihad, Not My Jihad: A Muslim Canadian Woman Speaks Out. Se opone al extremismo islámico.

## Juventud
Raza es una pakistaní que actualmente vive en Canadá. Se graduó de la Universidad de Karachi con títulos en Psicología e Inglés. En 1989, ella, su esposo y sus dos hijos se mudaron a Toronto

## Activismo y opiniones políticas

### Sobre el islam
Ha condenado inequívocamente los ataques terroristas del 11 de septiembre y todo el terrorismo y la violencia en nombre de la religión, así como también lo hizo en nombre del Islam específicamente. Afirma que los "radicales" tienen su propia interpretación del Islam, y que el Corán no justifica los atentados suicidas.
Ha dicho que se ha predicado el odio en lugares de culto en Canadá y exhorta a los padres a estar alerta con el extremismo. Raza se identifica como libertaria

### Oraciones mixtas dirigidas por mujeres
Raza ha sido activista de derechos humanos y ha abogado por la igualdad de género, especialmente para las mujeres musulmanas. Se convirtió en la primera mujer en dirigir oraciones musulmanas mixtas en Canadá, en 2005. Raza lo calificó como una "revolución silenciosa" y dijo que espera convertirse en imán algún día. También sueña con tener una mezquita "para mujeres dirigida por mujeres". Recibió amenazas de muerte después del acto de oración de 2005.
Después de que la imán femenina Amina Wadud recibiera amenazas de muerte por orar en la ciudad de Nueva York, Raza fue invitada por Taj Hargey en 2008 para ir a Oxford y convertirse en la primera mujer musulmana en dirigir una congregación británica mixta en las oraciones del viernes. Según el reformista musulmán Tahir Aslam Gora, tales oraciones no se convirtieron en una práctica regular. El Congreso Islámico de Canadá dijo que las preocupaciones de Raza eran un "no problema para los musulmanes canadienses"..

### Oposición a oraciones en escuelas
Raza se opuso a las oraciones congregacionales de los viernes musulmanes en las escuelas públicas, diciendo que en 1988 el Tribunal de Apelaciones de Ontario dictaminó que el uso del Padrenuestro en las escuelas públicas no era apropiado. Dijo que tales oraciones son contrarias a la noción de separación de la iglesia y el estado. Llamó a las oraciones "discriminación y acoso" por requerir que las niñas oren en la parte posterior de la sala y por revelar su "condición personal y privada de mujer"

### Prohibición de velos
Raza ha abogado por una prohibición pública en Canadá del hijab y el burka.

### Oposición al Park51 centro de la comunidad musulmana
En agosto de 2010, Raza, junto con Tarek Fatah, ambos del Congreso Musulmán Canadiense, se opusieron al centro comunitario musulmán, Park51, ubicado cerca del sitio del World Trade Center (o Zona cero). Describe el proyecto como Fitna, lo que significa que se hizo intencionalmente para provocar una reacción y crear problemas.

### En inmigración
Raza ha pedido al gobierno canadiense que suspenda toda inmigración de países "productores de terror", como Irán en 2012.

### Organizaciones
Raza es miembro de la junta y directora de asuntos interreligiosos del Congreso Musulmán Canadiense.
Fundó y actualmente es presidenta del Forum for Learning, un grupo de discusión interreligioso. Es una organización sin fines de lucro.
En 2006, el Comité nacional musulmán de enlace cristiano la honró por promover el diálogo entre musulmanes y cristianos a raíz de la controversia del Papa Benedicto XVI.

## Escritos
Raza es escritora independiente. En 2000, recibió un premio del Canadian Ethnic Journalists and Writers Club. Ha escrito para The Globe and Mail, Toronto Star, Khaleej Times, Gulf News, FrontPage Magazine y The Commentator. También ha dado conferencias en la Universidad de York sobre la representación de los musulmanes en los medios
Raza es el autor de Their Jihad, Not My Jihad: una mujer musulmana canadiense habla, una colección de sus columnas de opinión de la estrella de Toronto. También es poeta y dramaturga.

## Trabajos

### Libros
- Su Yihad... No Mi Yihad: Revisado 2.ª Edición, Raheel Raza, 2012 ISBN 0981943748
- ¿Cómo es posible ser un musulmán antiterrorista?, Raheel Raza,  2011 ISBN 1-4609-2279-4
- ¿Cómo es posible ser un musulmán feminista?, Raheel Raza, 2014 ISBN 0981943721

### Película documental
Raza participó, junto con otras ocho activistas de los derechos de las mujeres, en la película documental Honor Diaries, que explora los problemas de la violencia de género y la desigualdad en las sociedades de mayoría musulmana. Su historia personal fue presentada junto a las de los otros activistas, todos los cuales están trabajando para combatir los prejuicios de género que están incrustados en las sociedades basadas en el honor.

### Selección de artículos
- "Sabores de una Navidad desi; para los cristianos del sur de Asia y de Canadá, la Navidad es una época festiva llena de tradiciones únicas, especialmente en lo que respecta a la comida", Raheel Raza, la estrella de Toronto, 13 de diciembre de 2007
- "En brazos de los extremistas", Raheel Raza, Ottawa Citizen, 28 de diciembre de 2007",
- "Sumergido en la superstición: cuando el folclore, las tradiciones y la imaginación se cruzan, las creencias resultantes son algo que incluso la gente educada toma en serio", Raheel Riza, la estrella de Toronto, 19 de marzo de 2008
- "Islamofobia se usa con demasiada frecuencia para sofocar el debate o la crítica", Raheel Riza, The Vancouver Sun, 17 de junio de 2008
- "Travesuras en Manhattan; nosotros, los musulmanes, sabemos que la mezquita de la Zona cero está destinada a ser una provocación deliberada", Raheel Raza y Tarek Fatah, Ottawa Citizen, 7 de agosto de 2010